# 쿠알라룸푸르 센트랄

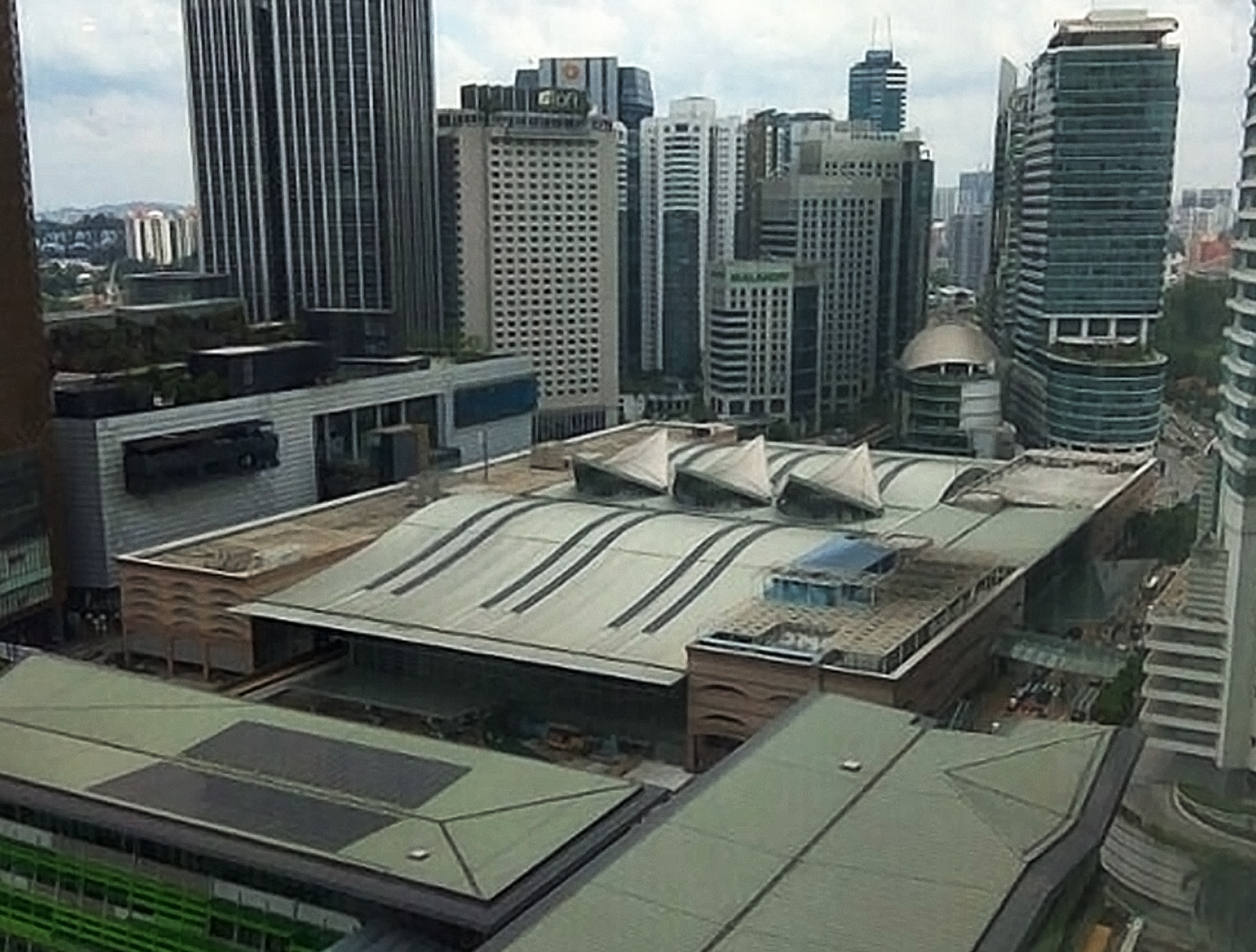
KL Sentral in 2016

쿠알라룸푸르 센트랄(말레이어: Kuala Lumpur Sentral)은 간단히 KL 센트랄(KL Sentral)로 알려진 말레이시아 쿠알라룸푸르에 위치한 중앙역이다. 2001년 4월 16일에 개장되었다. 이 역은 오래된 쿠알라룸푸르 기차역을 대체하기 위해 건설되었다. 메인 건물에서 발착하는 주요 노선으로는 쿠알라룸푸르 시내와 쿠알라룸푸르 국제공항을 잇는 KLIA 익스프레스, KLIA 트랜짓이 있으며 시내 전철인 LRT(암팡 선, 클라나 자야 선), KTM 코뮤터(통근열차)가 있다. 또한, 역사 앞 140m 부근에는 모노레일이 발착한다. 뒷편에 있는 큰 고층 건물은 힐튼 호텔과 르 메르디앙 호텔이다.

## 같이 보기
- 말레이 철도
- KL 모노레일